# Hedda Hopper
Hedda Hopper geboren als Elda Furry (Hollidaysburg, 2 mei 1890 – Hollywood, 1 februari 1966) was een Amerikaanse roddelcolumniste en actrice. Op het hoogtepunt van haar invloed in de jaren veertig bedroeg haar lezerspubliek 35 miljoen.

## Levensloop

### Actrice
Hopper begon haar filmcarrière in 1916. Haar eerste grote rol was in 1921 in Heedless Moths. In 1922 speelde ze naast John Barrymore en William Powell in Sherlock Holmes. Het hoogtepunt van haar carrière was in de jaren dertig met rollen in Our Blushing Brides (1930) naast Joan Crawford en Robert Montgomery, The Man Who Played God (1932) naast Bette Davis en George Arliss, Speak Easily (1932) naast Buster Keaton en The Women (1939) met Norma Shearer. Begin jaren veertig had ze nog een rol naast John Wayne in Reap the Wild Wind (1942). Hierna acteerde ze nog amper. Haar laatste rol was in een televisieserie over Alice in Wonderland in 1966.

### Columniste
Toen haar carrière als actrice vanaf de jaren dertig begon te tanen ging Hopper op zoek naar andere inkomsten om van te leven. Gretig gebruik makend van haar uitgebreid sociaal netwerk in de filmindustrie ging ze zich toeleggen op het schrijven van roddelartikelen over vips in en rond Hollywood. Na haar kortstondige debuut als columniste in The Washington Herald in 1935, kreeg ze in februari 1938 de kans om voor de Los Angeles Times haar eigen lucratieve roddelrubriek "Hedda Hopper's Hollywood" te schrijven. Met haar scherpe pen en smeuïge verhalen, gebaseerd op een combinatie van vertrouwelijke informatie en leugens en gekruid met de nodige ironie en sarcasme, wist ze zich al snel een trouw lezerspubliek op te bouwen van, op het hoogtepunt, 35 miljoen lezers waarmee ze carrières kon maken en vooral kraken.

### Politiek activiste
In de sfeer van het mccarthyisme van de jaren vijftig was Hopper een van de drijvende krachten achter het opstellen van de Zwarte lijst van Hollywood, waarbij ze haar populariteit als columniste gebruikte om de carrières te vernietigen van degenen in de entertainmentindustrie van wie ze vermoedde dat ze een communist waren, communistische sympathieën hadden, homoseksueel waren of een losbandig leven leidden. Ze was een vooraanstaand lid van de Motion Picture Alliance for the Preservation of American Ideals, een in 1944 opgerichte militante rechts-conservatieve lobbygroep die streed tegen de infiltratie van communisten in de filmwereld. Hopper beschouwde zichzelf als een bewaker van morele normen in Hollywood en schepte op dat ze maar met een vinger naar een producer hoefde te wijzen en dat hij een overspelige affaire onmiddellijk zou afbreken. Een van de slachtoffers van Hopper was scenarioschrijver Dalton Trumbo, die eind jaren veertig en vijftig op de zwarte lijst stond, gedeeltelijk door de consequent negatieve berichtgeving van Hopper over zijn lidmaatschap van de Communistische Partij. Toen acteur Kirk Douglas Trumbo inhuurde om het scenario voor Spartacus (1960) te schrijven, hekelde Hopper de film in haar column en verklaarde dat het script was gebaseerd op "een boek geschreven door een commie en het script werd geschreven door een commie, dus ga er niet heen." De film kreeg lovende kritieken en werd een financieel succes. Dit succes markeerde het einde van de Zwarte Lijst van Hollywood.

## Dood
Hopper overleed op dezelfde dag als Buster Keaton in 1966 op 75-jarige leeftijd.
- Bibliothèque nationale de France: cb16628013q (data)
- CiNii: DA11807711
- Gemeinsame Normdatei: 1030232857
- International Standard Name Identifier: 0000 0000 8131 3498
- Library of Congress Control Number: n85151608
- MusicBrainz: 81dd4588-756c-4909-ac0b-4ec860567588
- Bibliotheek van het Japanse parlement: 00711398
- Nationale bibliotheek van Australië: 35205995
- Nederlandse Thesaurus van Auteursnamen: 130218510
- LIBRIS: 360090
- Trove: 864627
- Virtual International Authority File: 52211425
- WorldCat: E39PCjrmTbxwB6qTCyFQtmvBrq